# Natálie Kirillovna Naryškinová
Natálie Kirillovna Naryškinová (rusky Ната́лья Кири́лловна Нары́шкина; 1. září 1651 Moskva – 4. únor 1694 Moskevský kreml) byla ruská šlechtična z rodu Naryškinů. V letech 1671–1676 byla ruskou carevnou jako druhá manželka cara Alexeje I. Michajloviče a matkou budoucího cara Petra I. Velikého.

## Život
Nátalie byla dcerou Kirilla Naryškina (1623–1691) a její rodina patřila k nižší šlechtě. Vyrůstala však v domě bojara Artamona Sergejeviče Matvějeva. 1. února 1671 se stala druhou manželkou cara Alexeje I., se kterým měla tři děti:
- Petr (9. června 1672 – 8. února 1725), jako Petr I. Veliký ruský car od roku 1682 až do své smrti,
⚭ 1689 Jevdokija Lopuchinová (9. července 1669 – 7. září 1731)
⚭ 1712 Kateřina I. Ruská (15. dubna 1684 – 17. května 1727)
- Natálie (22. srpna 1673 – 18. června 1716), svobodná a bezdětná
- Feodora (4. září 1674 – 28. listopadu 1678)

Syn Petr se stal jedním z největších ruských panovníků, carem a později i imperátorem, s přídomkem „Veliký“. Princezna Natálie založila první veřejné divadlo v Rusku a sama psala divadelní hry. Nevlastní matku si oblíbili i Alexejovi synové z předchozího manželství Fjodor a Ivan.
Natálie ovdověla v roce 1676 a na trůn se dostal její devatenáctiletý nevlastní syn Fjodor. Tím se moci chopili Miloslavští, rodina matky mladého cara. Fjodor však zemřel už v roce 1682. Natáliin desetiletý syn Petr byl učiněn spoluvládcem Ruska a Natálie se stala regentkou.
V tuto dobu se do Moskvy vrátil bojar Artamon Sergejevič Matvějev, kdysi velmi významný velitel střelců a především hlavní zprostředkovatel sňatku Natálie a Alexeje I. Miloslavští se proto rozhodli co nejrychleji jednat. Dne 15. května 1682 byl zahájen převrat, střelci, se seznamem zrádců v rukou, se blížili ke kremelskému paláci s křikem: „Naryškinové zabili careviče Ivana! Na Kreml! Naryškinové zabijí celou carskou rodinu! Do zbraně! Potrestejte zrádce!“ Matvejev se okamžitě snažil situaci zachránit, a tak poslal regentku Natálii s malým Petrem a Ivanem na ochoz. Když rozbouřený dav střelců uviděl živého Ivana, byl značně zaskočen. Již se zdálo, že povstání bude zažehnáno, avšak kvůli zcela absurdní zámince se dav střelců rozohnil znovu. Povstání se již zabránit nedalo, střelci vtrhli do paláce a Matvějeva rozsekali na kusy. Carská rodina musela dokonce vydat bratra regentky Natálie. Novou regentkou se stala Natáliina nevlastní dcera Žofie Alexejevna.
Natálie poté žila v relativní chudobě a trávila se synem čas především v Alexejově letním paláci pět kilometrů od Moskvy. V srpnu 1689 se Petr zmocnil vlády a pokračoval ve spoluvládě s nevlastním bratrem Ivanem. Natálie se znovu stala důležitou osobou u dvora. Její bratr Lev Naryškin byl jmenován ministrem zahraničních věcí a de facto předsedou vlády.
Bývalá carevna Natálie Kirillovna zemřela v roce 1694 v moskevském Kremlu ve věku 42 let.